# Френска Гвиана
Вижте пояснителната страница за други значения на Гвиана.
Френска Гвиана (на френски: Guyane française) е отвъдморски департамент (département d’outre-mer или DOM) и същевременно административен регион на Франция (което прави Френска Гвиана част от Европейския съюз). Разположена е в североизточната част на Южна Америка. Граничи със Суринам на запад, Бразилия на юг и Атлантическия океан на север и изток. Административен център е град Кайен.
На територията на Френска Гвиана се намира космодрумът „Куру“, от който се осъществяват изстрелвания на апарати по космическата програма на Европейския съюз чрез ракетите Ариана.

## История
- 1499 г. – открита от испанците;
- 1604 г. – става френска колония;
- ХVII в. – борби между Нидерландия, Великобритания, Португалия и Франция за завладяване на страната;
- 1817 г. – става окончателно френска територия;
- от ХVIII в. до средата на ХХ в. – Гвиана е място за заселване на политически затворници;
- 1946 г. – става отвъдморски департамент на Франция;
- 1975 г. – става регион на Франция.

## География
Френска Гвиана е разположена в североизточната част на Южна Америка, край брега на Атлантическия океан, с дължина на бреговата линия 378 km. На югоизток и юг граничи с Бразилия (дължина на границата 730 km), а на запад – със Суринам (593 km). Обща площ 83 846 km².
Крайни точки:
- крайна северна точка – 5°44′56″ с. ш. 53°56′00″ з. д. / 5.748889° с. ш. 53.933333° з. д., нос Изер, на брега на Атлантическия океан.
- крайна южна точка – 2°06′39″ с. ш. 54°06′24″ з. д. / 2.110833° с. ш. 54.106667° з. д., граница с Бразилия.
- крайна западна точка – 2°20′07″ с. ш. 54°36′11″ з. д. / 2.335278° с. ш. 54.603056° з. д. спорна граница с Бразилия и Суринам.
- крайна източна точка – 4°11′58″ с. ш. 51°38′02″ з. д. / 4.199444° с. ш. 51.633889° з. д., ляв бряг на река Ояпок, на границата с Бразилия.

Повърхността на страната представлява основно ниска равнина с отделни остатъчни куполовидни масиви с най-висока точка връх Белвю 851 m. На североизток се простира тясна крайбрежна акумулативна низина. Разработват се находища на злато, а в мощната изветрителна кора има залежи на боксити.
Климатът е субекваториален, горещ и влажен. Средните месечни температури в Кайен са 28 – 29°С, а годишната сума на валежите 3210 mm със зимно-есенен максимум. През есента има къс сух сезон.
Речната мрежа е много гъста, като реките са пълноводни, но теченията им със съпроводени от бързеи и прагове и са плавателни за плитко газещи речни съдове само в долните си течения. Най-големите реки са: Марони (612 km, по границата със Суринам), Мана (462 km), Оапок (403 km, по границата с Бразилия), Апруаг (335 km), Тампок (268 km), Синамари (262 km), Камопи (244 km).
96% от територията ѝ е заета от гъсти, вечнозелени екваториални гори (хилеи), в които растат ценни дървесни видове. На север, в централните части и в подветрените (по отношение на влажните североизточни пасати) понижения има участъци заети от високотревисти савани. В горите обитават маймуни, тапири, ягуари, лоби (вид морско свинче), змии, много видове птици и насекоми. Реките изобилстват от риба, а по крайбрежието има много скариди. Произвежда се ориз, маниока, царевица, банани, захарна тръстика, ананаси.

## Административно деление
Френска Гвиана се дели на 2 области, 19 кантона и 22 общини.
Названията на кантоните са:
- Авала-Ялимапо (Awala-Yalimapo)
- Мана (Mana)
- Сен Лоран дю Марони (Saint-Laurent-du-Maroni)
- Апату (Apatou)
- Гран Санти (Grand-Santi)
- Папаищон (Papaïchton)
- Саюл (Saül)
- Марипасула (Maripasoula)
- Камопи (Camopi)
- Сен Жорж (Saint-Georges)
- Уанари (Ouanary)
- Режина (Régina)
- Рура (Roura)
- Сент Ели (Saint-Élie)
- Иракубо (Iracoubo)
- Синамари (Sinnamary)
- Куру (Kourou)
- Макурия (Macouria)
- Монсинери Тонегранд (Montsinéry-Tonnegrande)
- Матури (Matoury)
- Кайен (Cayenne)
- Рьомир Монжоли (Remire-Montjoly)